# Стрілка (станція метро, Нижній Новгород)
56°20′06″ пн. ш. 43°57′35″ сх. д. / 56.33500° пн. ш. 43.95972° сх. д.
Стрілка (рос. Стре́лка) — кінцева станція Сормовсько-Мещерської лінії Нижньогородського метрополітену, стала 15 діючою станцією з 12 червня 2018 року.

## Назва
Названа на честь Стрілки — району, прилеглого до місця злиття Оки та Волги.

## Конструкція
Колонна двопрогінна станція мілкого закладення (глибина закладення — 8 м) з острівною платформою.
Проходка перегінних тунелів було виконано закритим способом за допомогою механізованого щитового комплексу. Станційний комплекс побудовано відкритим способом з використанням штучної системи водозниження на період будівництва.

## Технічна інформація
Станція з колійним розвитком — 2 стрілочних переводи, пошерстний з'їзд (з боку станції Ярмарок), 1 станційна колія для обороту і відстою рухомого складу і 1 колія для відстою рухомого складу.
Замість ескалаторів на станції розташовані підйомники для маломобільних пасажирів. У переході, що веде із західного вестибюля станції до Мещерського бульвару, смонтовано траволатор завдовжки 135 м.

## Виходи та пересадки
- Виходи: до Мещерського бульвару і вулиці Бетанкур. Біля станції розташований новий стадіон побудований до Чемпіонату світу з футболу 2018.
- Пересадки:
  - А: 7, 41, 52, 57, 66, 69
  - Мт: 18, 20, 24, 49, 67, 70, 86, 113, 138
  - Тб: 10, 25

## Оздоблення
Підлога і стіни станції і вестибюлів оздоблено природним каменем: мармуром, гранітом, керамогранітом. Стеля прикрашена круглими світлодіодними світильниками.